# گمینا بندکوو
گمینا بندکوو (به لهستانی:  Gmina Będków) یک گمینا در لهستان است که در شهرستان توماشوف مازوویتسکی واقع شده‌است. گمینا بندکوو ۵۷٫۸۸ کیلومتر مربع مساحت و ۳٬۵۲۰ نفر جمعیت دارد.